# Valle de Mena

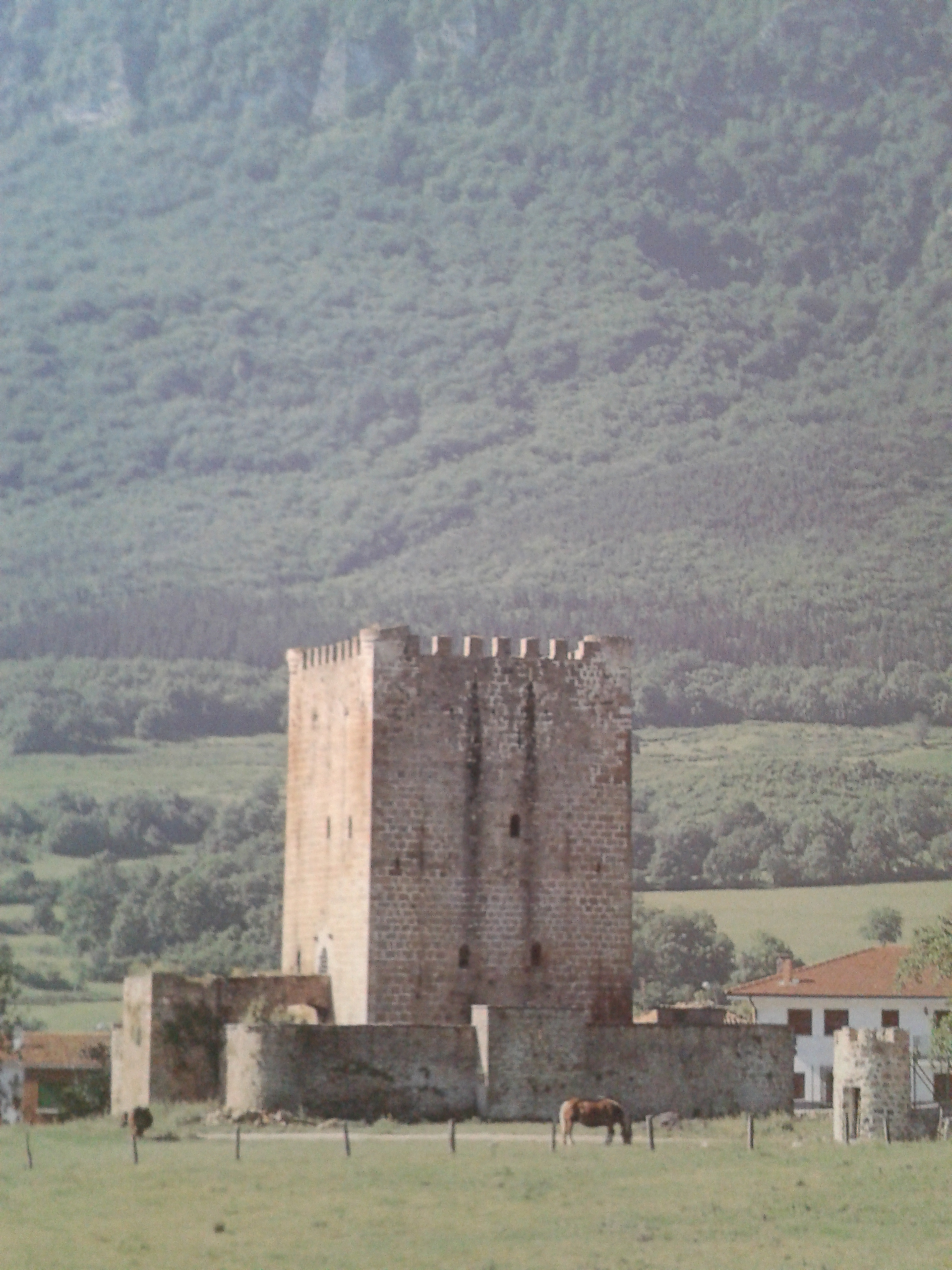
Torre de Lezana

Valle de Mena ist eine aus insgesamt 43 Dörfern, Weilern und Einzelgehöften bestehende Großgemeinde (municipio) mit 4.140 Einwohnern (Stand: 2024) in der Provinz Burgos in der nordspanischen Autonomen Region Kastilien-León.

## Lage
Das Valle de Mena befindet sich im äußersten Nordosten der Provinz Burgos in einer Höhe von ca. 300 bis über 1000 m ü. d. M. und bildet das Grenzgebiet zur Provinz Bizkaia in der Autonomen Region  Baskenland. Wichtigste Flüsse sind der Río Cadagua und der Río Ordunte, deren Wässer als einzige der Region Kastilien-León in den Golf von Biskaya fließen. Die Provinzhauptstadt Burgos ist ca. 110 km (Fahrtstrecke) in südwestlicher Richtung entfernt; der Großraum Bilbao befindet sich dagegen nur etwa 45 km nordöstlich. Das Klima in der von den Bergen des Kantabrischen Gebirges und von der Biskaya beeinflussten Region ist gemäßigt, aber regenreich (ca. 1000 mm/Jahr); die Temperaturen fallen auch im Winter nur selten unter 0 °C.

## Bevölkerungsentwicklung
| Jahr      | 1860  | 1900  | 1950  | 1991  | 2016  |
| Einwohner | 7.228 | 6.132 | 5.531 | 4.087 | 3.806 |

Seit der Mitte des 19. Jahrhunderts ist die Einwohnerzahl der Gemeinde konstant rückläufig, was im Wesentlichen mit der Mechanisierung der Landwirtschaft und den damit einhergehenden Verlust an Arbeitsplätzen zurückzuführen ist.

## Wirtschaft
Die Region ist seit Jahrhunderten wesentlich von der Landwirtschaft geprägt; die Bewohner früherer Zeiten lebten hauptsächlich als Selbstversorger von den Erträgen ihrer Felder und von der Viehzucht (Milch, Käse, Fleisch), aber auch Handwerk und Kleinhandel spielten in den größeren Orten eine Rolle. Seit der Mitte des 20. Jahrhunderts ist der Tourismus (oft in Form der Vermietung von Ferienwohnungen) von zunehmender Bedeutung.

## Geschichte
Auf dem Gebiet der Gemeinde wurden zahlreiche stein- und kupferzeitliche Kleinfunde gemacht. In der Zeit vor der römischen Eroberung gehörte das Tal zum Siedlungsgebiet der Autrigonen. In römischer Zeit war es ein wichtiger Verkehrs- und Handelsweg zwischen der Nordostküste und dem Binnenland der Iberischen Halbinsel. Westgoten und Mauren haben keine Spuren hinterlassen. Ende des 8. Jahrhunderts war das Gebiet weitgehend unter christlicher Kontrolle; im Jahr 800 wurde das (heute verschwundene) Kloster San Emeterio de Taranco gegründet. Im 10. und 11. Jahrhundert wanderten viele Familien aus dem Tal aus und besiedelten das Gebiet um Meneses de Campos im Süden der Tierra de Campos in Kastilien. Im Hochmittelalter entstanden weitere kleine Klöster, deren Kirchen bis heute stehen. Das Gebiet war lange Zeit zwischen den Königreichen Kastilien und Navarra umstritten; im 14. und 15. Jahrhundert entstanden infolgedessen mehrere Burgen und Wehrtürme. Im 16. und 17. Jahrhundert verlagerte sich das politische und wirtschaftliche Interesse Spaniens auf die Eroberung und Erschließung der Neuen Welt; der erste Richter der im Jahr 1511 gegründeten Audiencia von Santo Domingo, Sancho Ortiz de Matienzo, stammte aus Villasana.

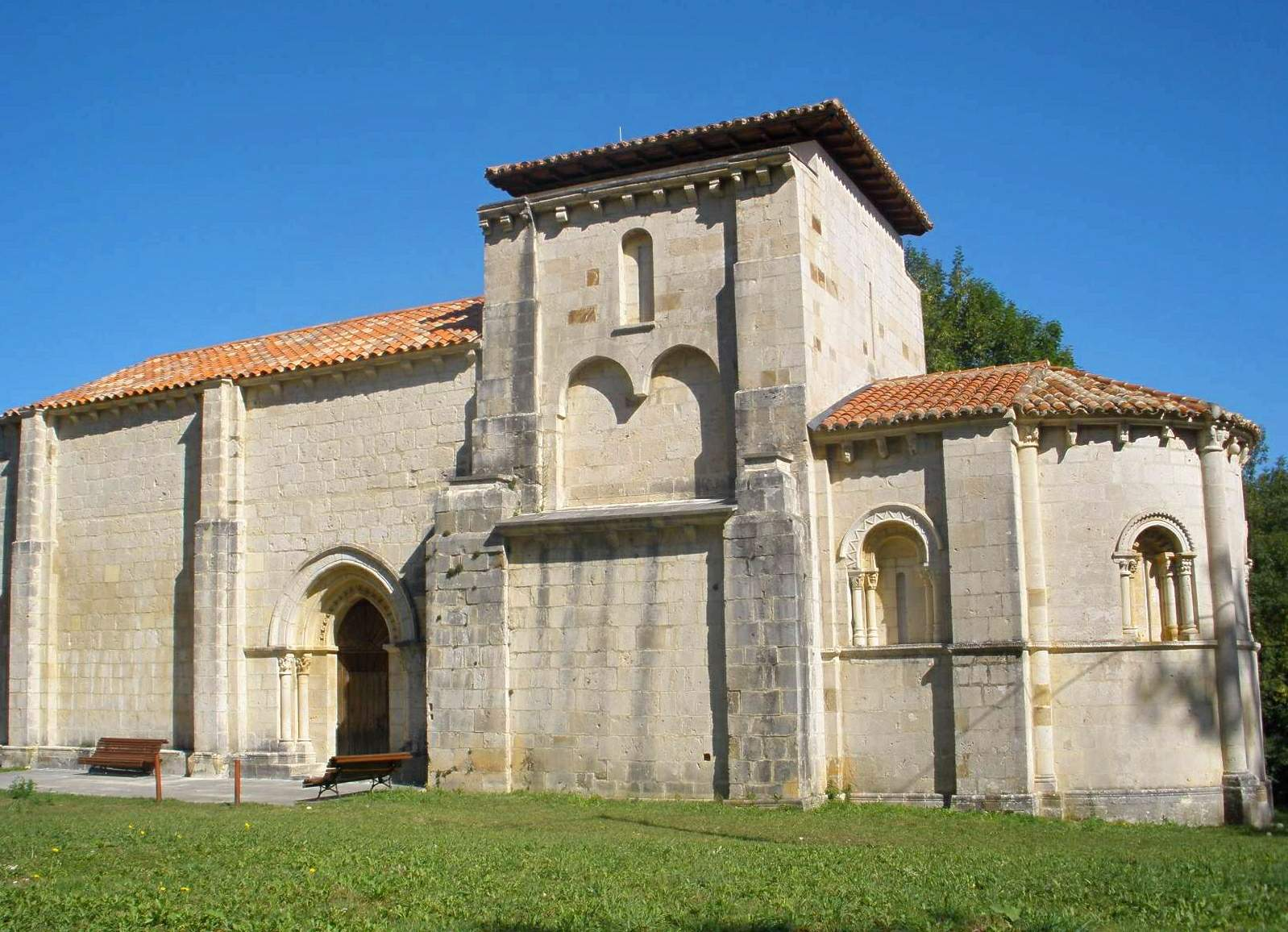
Santa María (Siones)

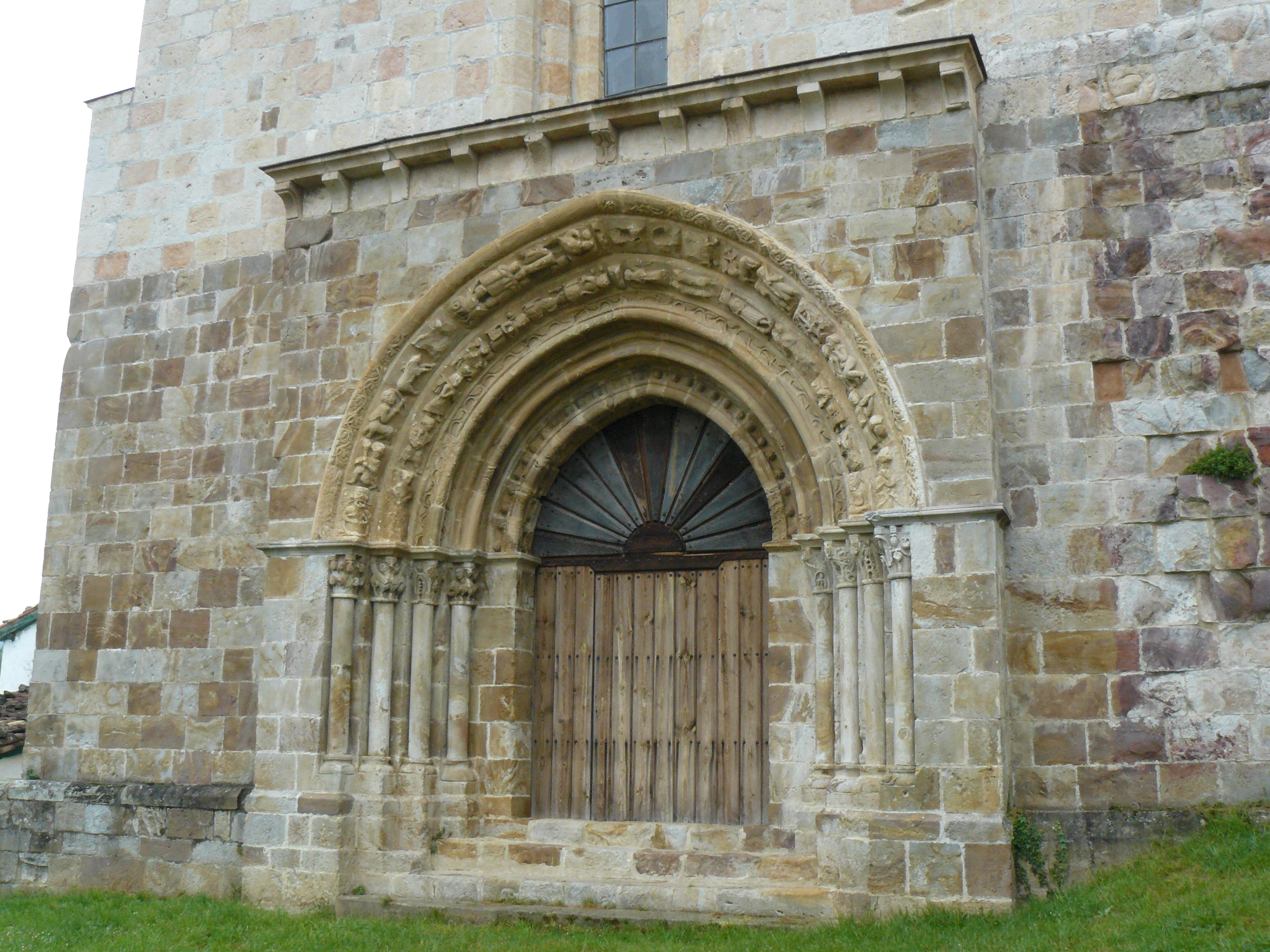
San Lorenzo (Vallejo de Mena), Westportal

## Sehenswürdigkeiten
- Aus der Zeit um das Jahr 1200 stammt die aus exakt behauenen Steinen errichtete einschiffige Klosterkirche Santa María (Siones) (43° 4′ 2″ N, 3° 19′ 9″ W) mit ihren beiden Archivoltenportalen im Stil der Spätromanik. Ihre Apsis ist außen durch Halbsäulenvorlagen gegliedert, die ihrerseits durch ein umlaufendes Gesims verbunden sind. Die schmalen Fensterschlitze sind durch eingestellte Säulen und reich dekorierte Bögen gerahmt. Das Innere der Apsis und das kurze Querschiff sind durch übereinandergesetellte Blendarkaden und andere Bogenformen gegliedert; die Innenraumgestaltung beider Bauteile gehört zu den Höhepunkten romanischer Architektur im Norden Spaniens.
- In derselben Zeit wurde die ehemalige Klosterkirche San Lorenzo (Vallejo de Mena) (43° 5′ 5″ N, 3° 18′ 5″ W) erbaut, deren drei Portale und Apsis im Äußeren noch reicher gestaltet sind als die von Santa María (Siones). Die Südseite des Langhauses ist durch einen durchaus auch repräsentativ gemeinten Wehrgang unterhalb der Dachtraufe betont. Die Archivolten des leicht aus der Wandflucht hervortretenden Westportals zeigen zwei Reihen mit Jagdszenen, Rittern und Musikanten; andere Bögen sind mit vegetabilischen Ornamenten geschmückt. Das Kirchenschiff und die Apsiskalotte sind mit unprofilierten Rippen gewölbt. Einige Kapitelle zeigen figürliche Motive (z. B. den mantelteilenden hl. Martin oder kämpfende Ritter zu Pferd).
- Zu erwähnen sind auch die figürlich gestalteten Tympana der Pfarrkirchen von El Vigo und San Pelayo sowie der romanische Sarkophag in der Kirche von Vivanco.
- Der Torre de Lezana ist der Bergfried (torre de homenaje) der einstigen Burg (castillo) der Familie Velasco; er stammt aus dem 14. Jahrhundert.